# Charadrius morinellus
El chorlito carambolo (Charadrius morinellus) es una especie de ave Charadriiforme de la familia Charadriidae.
Cría en alta montaña, donde el verano es corto. La hembra es algo mayor que el macho, y su plumaje de cría de colores más intensos. Ella es la que se exhibe para atraer al macho. El macho la ayuda a incubar los huevos y a cuidar de la progenie. A veces se aparea con varios machos, cada uno incuba su propia nidada y cuida de los polluelos. Está poco acostumbrado a que se lo moleste, y suele ser manso y confiado. Tras la cría, migra en pequeñas bandadas. Se alimenta de insectos, arañas y otros invertebrados.

## Galería

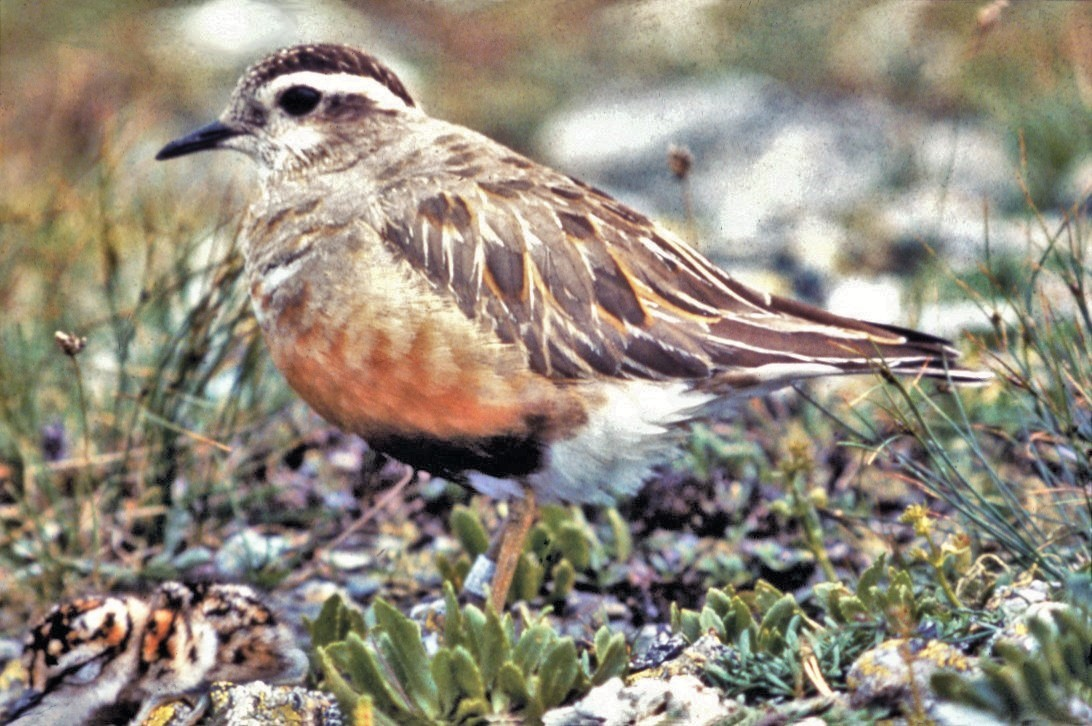
Macho.
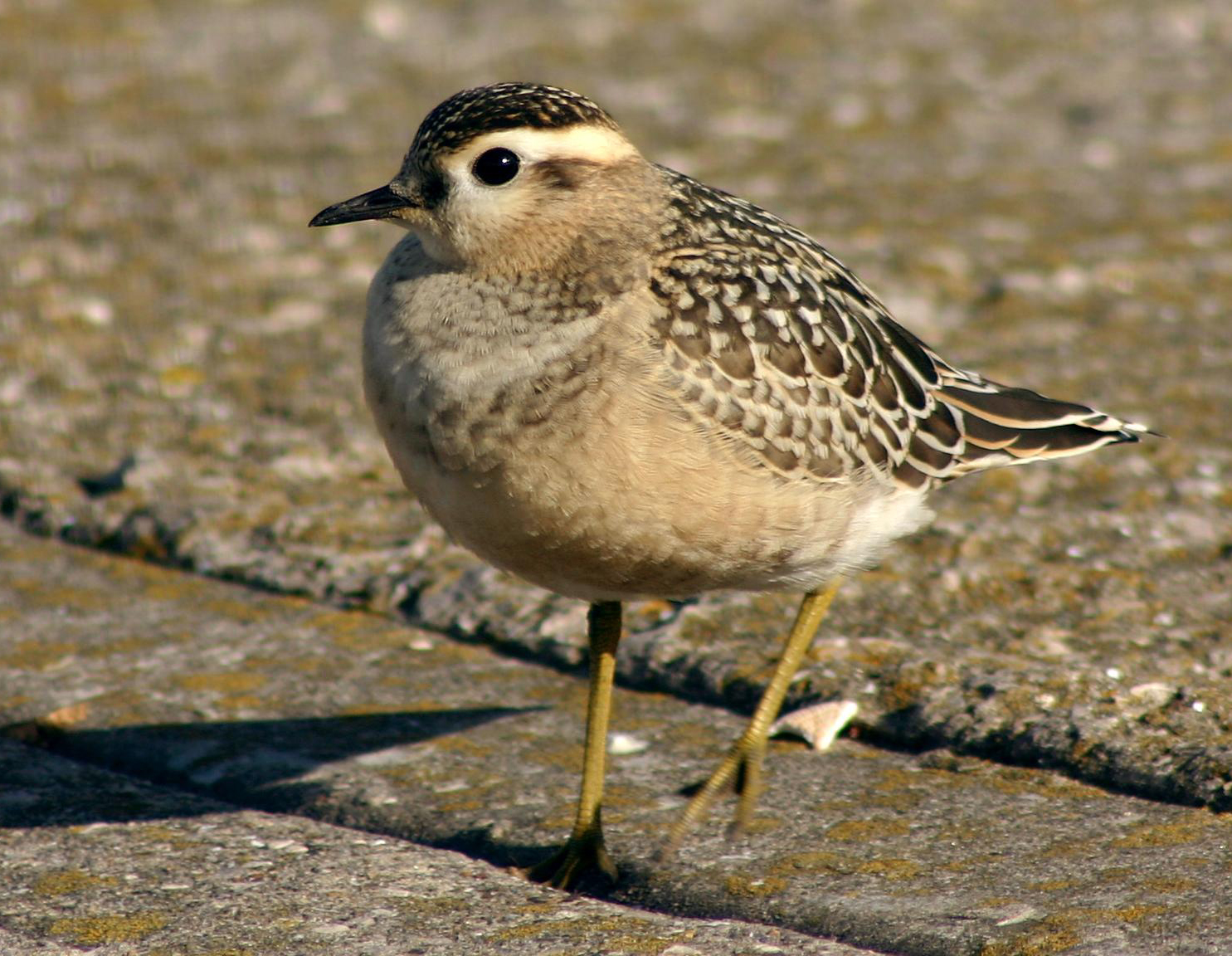
Juvenil.
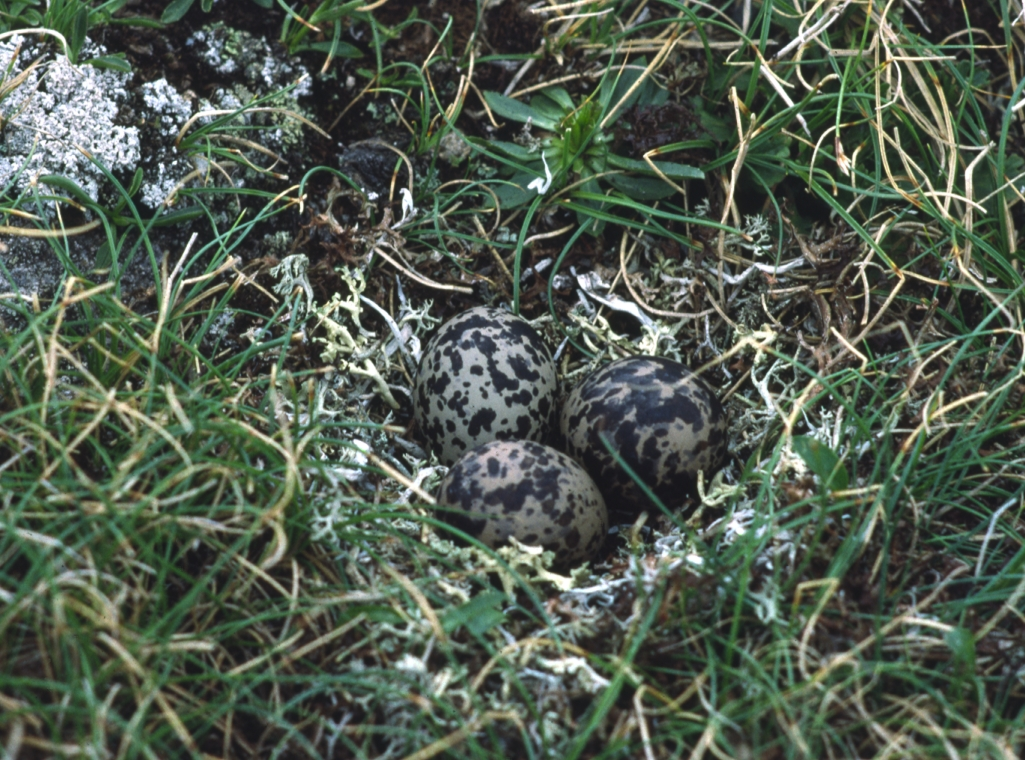
Nido.
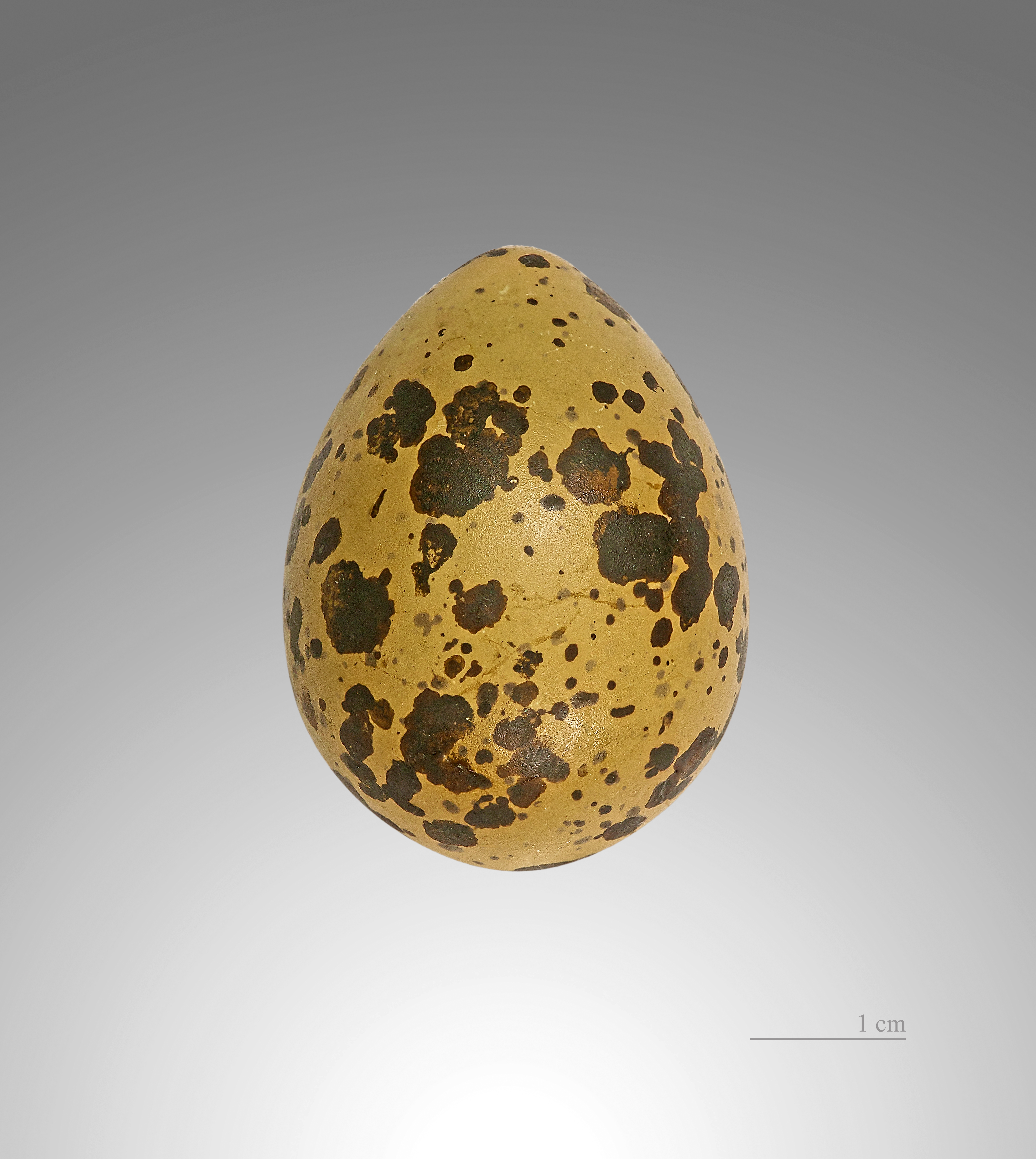
Huevo.